# 克林顿 (爱荷华州)
克林顿市（Clinton）是位于美国艾奥瓦州克林顿县的一个城市，是该县的行政中心。根据2010年美国人口普查数据，克林顿市人口为26,885人。该市与同县的德威特市（DeWitt）均以第六任纽约州州长德威特·克林顿（DeWitt Clinton）命名。
克林顿市不仅是克林顿县的县城，还在克林顿小都市统计区中居于核心地位，这一统计区的范围几乎覆盖整个克林顿县。作为密西西比河畔的一个重要城市，克林顿市自成立以来就成为区域经济与交通的枢纽。1857年1月26日，克林顿市正式建市，当时正值密西西比河沿岸城市快速发展的时期。